# Wikipedija na perzijskom jeziku
Perzijska Wikipedija (perzijski: ویکی‌پدیا، دانشنامهٔ آزاد, Vikipedia, Danešname-je Azad) je inačica Wikipedije na perzijskom jeziku. Perzijska verzija Wikipedije je započeta u prosincu 2003. godine. Prag od 1.000 članaka je prešla 16. prosinca 2004., a 50.000 članaka je prešla 30. listopada 2008. 25. kolovoza 2010. godine, je prešla prag od 100.000 članaka. 
U srpnju 2016., je imala više od 500.000 članaka. S tim je najveća Wikipedija u Bliskom istoku.
Perzijsku Wikipediju započeo je Roozbeh Pournader uz pomoć drugih suradnika.

## Broj članaka
- 19. prosinca 2003.- prvi članak
- 16. prosinca 2004. – 1.000 članaka
- 30. listopada 2008. – 50.000 članaka
- 25. kolovoza 2010. – 100.000 članaka
- 9. srpnja 2012. – 200.000 članaka
- 19. veljače 2013. – 300.000 članaka
- 18. lipnja 2014. – 400.000 članaka
- 29. srpnja 2016. – 500.000 članaka[2]

## Galerija
- Prigodni znak povodom prvih 300.000 članaka (2013.)
- Prigodni znak povodom prvih 400.000 članaka (2014.)
- Prigodni znak povodom blagadan novruza (2015.)
- Prigodni znak povodom 500.000 članaka (2016.)

## Vanjske poveznice
- Perzijska Wikipedija

|  | Zajednički poslužitelj ima još gradiva o temi Perzijska Wikipedija |